# حسن جمعة
حسن جمعة (ولد في 1948 في المحرق، البحرين) مصرفي بحريني.

## النشأة والتعليم
ولد جمعة في مدينة المحرق شمال شرق البحرين في العام 1948.
تخرج من الثانوية العامة من القسم التجاري في عام 1964 وبدأ حياته العملية متدرب في دائرة الحسابات في شركة نفط البحرين (بابكو). تلقى دورة مكثفة في كلية هندون للتكنولوجيا البريطانية لمدة 4 سنوات في عام 1967 لنيل عضوية المعهد القانوني لمحاسبي الإدارة. نال عضوية المعهد القانوني لمحاسبي الإدارة.

## المسيرة المصرفية
عين محاسب مسئول عن وحدة حسابات المواد في بابكو في العام 1973.
في العام 1975 التحق بمصرف تشيس مانهاتن رئيس لدائرة العمليات. في العام 1978 رقي إلى منصب رئيس ثان بالمصرف نفسه.
في العام 1979 التحق ببنك البحرين الوطني مدير عام للشئون الإدارية. في العام 1982 رقي إلى نائب المدير العام للمصرف. في العام 1984 رقي إلى منصب المدير العام والرئيس التنفيذي. انتخب في العام 1997 عضو في مجلس إدارة بنك البحرين الوطني وعين في الوقت نفسه عضو منتدب قبل انتقاله إلى المؤسسة العربية المصرفية.
شغل مناصب في مجالس إدارة عدد من المؤسسات المالية والمصرفية في البحرين وإسبانيا والمملكة المتحدة وكذلك في شركة البحرين للاتصالات السلكية واللاسلكية (بتلكو) بالإضافة إلى معاهد وجمعيات ذات علاقة بالقطاع المصرفي.
كان العضو المنتدب والرئيس التنفيذي لبنك البحرين الوطني وهو زميل المعهد القانوني لمحاسبي الإدارة بالمملكة المتحدة.
في عام 2013 أعلنت المؤسسة العربية المصرفية من مقرها الرئيسي أن جمعة قرر التقاعد من منصبه الحالي ابتداء من يوليو 2013. وساهم جمعة في قيادة المؤسسة للخروج من الأزمة المالية العالمية التي بدأت في العام 2008 مثنيا على الدور الذي لعبه لتحقيق النجاح المتواصل والنمو المستدام في الأرباح للسنوات الأربع الماضية بالإضافة إلى تعزيز الوضع المالي والميزانية العامة للمؤسسة ما ساهم في تحقيق الاستقرار للمؤسسة في وقت كان مليئاً باضطرابات غير عادية في عدد من الأسواق الرئيسية للمؤسسة.

## التكريم والجوائز
كرمته حكومة البحرين لجهوده في مجال تنمية الموارد البشرية.
اختير أحد الرواد والمبدعين في مدينة المحرق.
تم اختياره الشخصية العربية المصرفية للعام 2001 وتم تكريمه لهذا اللقب في المؤتمر المصرفي العربي الذي عقد في قطر.